# لشکر ۲۱ پیاده آذربایجان

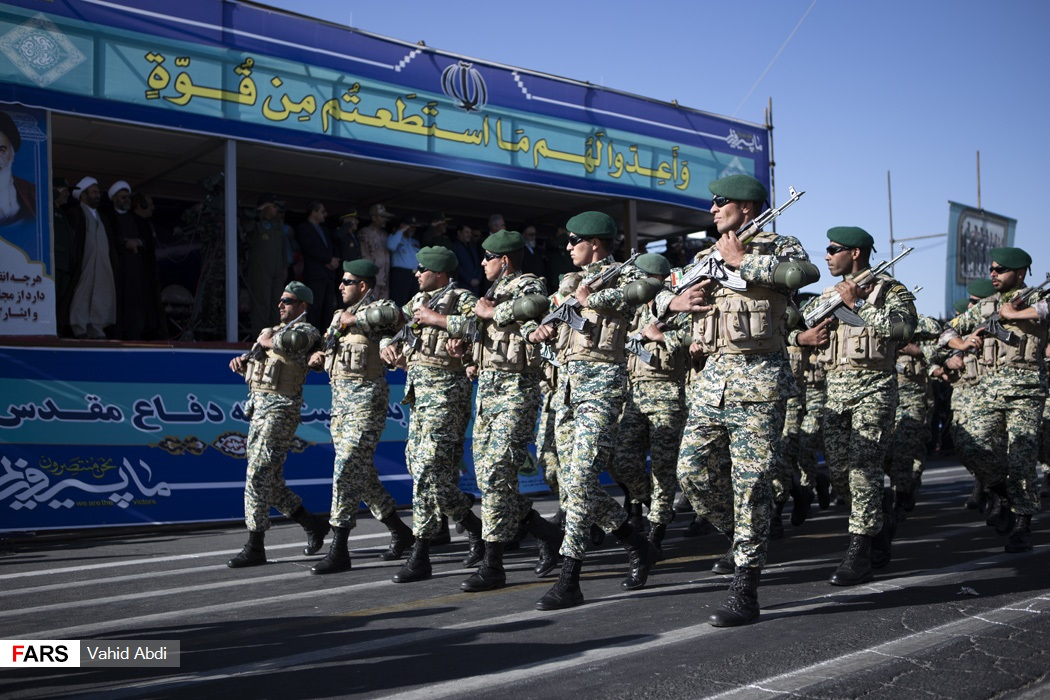
رژه نیروهای قرارگاه عملیاتی لشکر ۲۱ آذربایجان در سالگرد جنگ ایران و عراق در سال ۱۳۹۸، تبریز

لشکر ۲۱ پیاده آذربایجان یا لشکر ۲۱ حمزه لشکر پیاده‌نظام نیروی زمینی ارتش جمهوری اسلامی ایران، به مرکزیت تبریز است، که فرماندهی و هدایت پادگان‌ها، مراکز آموزشی و تیپ‌های نزاجا، مستقر در آذربایجان شرقی را برعهده دارد. لشکر ۲۱ آذربایجان هم‌اکنون از ۳ تیپ تابعه شامل؛ تیپ ۱۲۱ تکاور تبریز، تیپ ۲۲۱ پیاده مراغه و تیپ ۳۲۱ پیاده مرند تشکیل می‌شود.
پیشینه شکل‌گیری این یگان به سال ۱۳۴۴ و زمان تأسیس گارد جاویدان در دوره پهلوی دوم توسط نیروی زمینی شاهنشاهی ایران بازمی‌گردد، که پس از وقوع انقلاب برای مدتی منحل گردید. همزمان با آغاز جنگ ایران و عراق، لشکر ۲۱ حمزه در سال ۱۳۵۹ از ادغام لشکر یکم مرکز (لشکر گارد) و لشکر دوم مرکز (تیپ گارد) همچنین گردان ۱۴۴ تشکیل شد. این لشکر در طول جنگ به‌عنوان یکی از یگان‌های رزمیِ نیروی زمینی ارتش فعالیت می‌کرد و در عملیات‌های پل نادری، بدر و خیبر، والفجر ۱، والفجر ۳ و والفجر ۴، محرم، رمضان، بیت‌المقدس، فتح‌المبین و طریق‌القدس، شرکت داشت. هم‌اکنون سرتیپ‌دوم عیسی بیات فرماندهی این لشکر را برعهده دارد.

## تاریخچه
لشکر ٢١ پیاده آذربایجان تا قبل از وقوع انقلاب ۱۳۵۷ در پادگان گارد جاویدان، در منطقه لویزان، به عنوان گارد جاویدان، مسئولیت حفاظت از خاندان سلطنتی، کاخ‌ها و ابنیه سلطنتی را برعهده داشت. گارد شاهنشاهی پس از وقوع انقلاب منحل شد و با شروع جنگ ایران و عراق، لشکر ۲۱ حمزه از ادغام تیپ‌های لشکر یکم مرکز و لشکر دوم مرکز، همچنین گردان ۱۴۴ از گارد جاویدان تشکیل شد و در طول جنگ، به‌عنوان یگان عمل‌کننده در اغلب عملیات‌های گسترده حضور داشت. پادگان و قرارگاه فرماندهی این لشکر پس از جنگ ایران و عراق، به تبریز منتقل شد و نام آن نیز به لشکر ٢١ پیاده آذربایجان تغییر پیدا کرد.

## جنگ ایران و عراق
تیپ‌های تابعه لشکر ۲۱ حمزه، در طول جنگ ایران و عراق، در اغلب عملیات‌های گسترده و نیمه‌گسترده انجام شده توسط نیروهای مسلح ایران، بعنوان یگان عمل‌کننده نیروی زمینی ارتش حضور داشتند. عملیات‌های گسترده‌ای که لشکر ۲۱ در آنها شرکت داشت:
- عملیات پل نادری
- عملیات بدر
- عملیات خیبر
- عملیات والفجر ۱
- عملیات والفجر ۳
- عملیات والفجر ۴
- عملیات محرم
- عملیات رمضان
- عملیات بیت‌المقدس
- عملیات فتح‌المبین
- عملیات طریق‌القدس

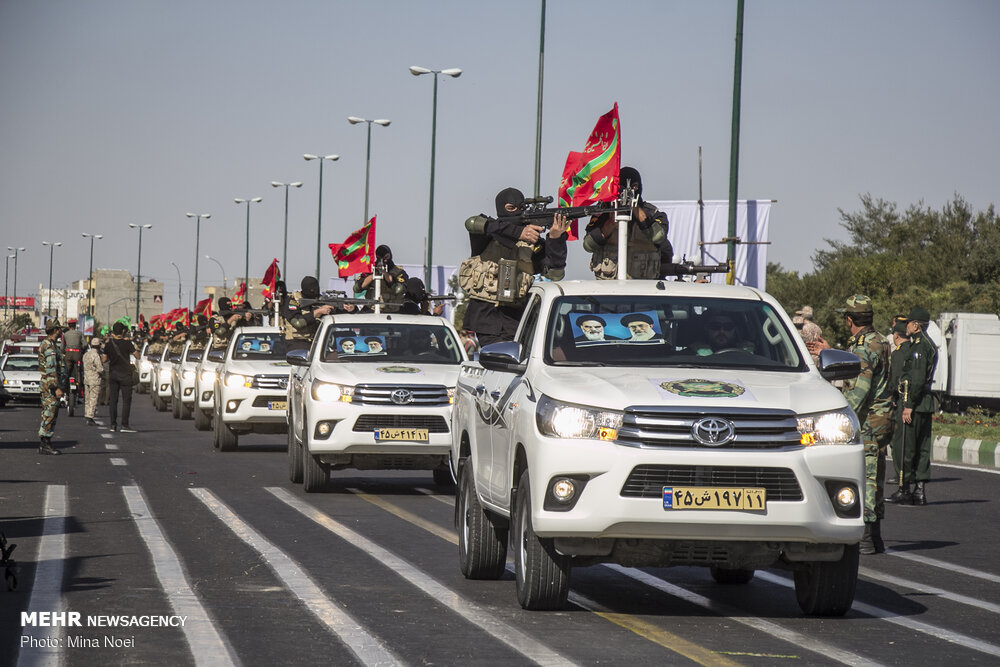
رژه ستون خودرویی لشکر ۲۱ حمزه به‌مناسبت سالگرد جنگ ایران و عراق در سال ۱۳۹۸، تبریز

تلفات نیروی انسانی لشکر ۲۱ حمزه در طول جنگ شامل؛ ۶ هزار و ۸۳۹ نفر کشته و ۲ هزار و ۶۷۰ نفر زخمی می‌باشد، همچنین تعداد ۴ هزار و ۱۳۰ نفر از این لشکر، در طول جنگ توسط نیروی زمینی عراق به اسارت در آمدند.

## فرماندهان
از زمان شکل‌گیری لشکر ۲۱ آذربایجان در نیروی زمینی ارتش، تاکنون ۲۳ نفر فرماندهی این یگان را برعهده داشته‌اند:
- زین‌العابدین ورشوساز
- حشمت‌الله دهکردی
- حسین حسنی سعدی
- بهروز سلیمان‌جاه
- هوشنگ ناصری
- علی صدیق‌زاده
- خسرو افرا
- فرض‌الله شاهین‌راد
- علی رزمی
- سهراب صدری
- تیمور گودرزی
- داوود مشیری
- جمشید مسعودی
- زین‌العابدین مرادی
- داوود حق‌شناس
- نبی کریمی
- علی هاشم‌پور بختیاری
- مصطفی ارضی‌فرد
- رحمان فروزنده
- حبیب میربیرنگ
- نادر نجفی
- غلامحسین ظهیر مالکی
- عیسی میرزایی
- امیرحسین شفیعی[۱۱]
- عیسی بیات

## یگان‌های تابعه
۳ تیپ تابعه لشکر ۲۱ حمزه، پس از اجرای طرح ثامن‌الأمه نزاجا، با تبدیل شدن به تیپ‌های مستقل، تنها از نظر عملیاتی زیرمجموعه قرارگاه لشکر ۲۱ حمزه آذربایجان قرار دارند.
- تیپ ۱۲۱ تکاور تبریز
- تیپ ۲۲۱ پیاده مراغه
- تیپ ۳۲۱ پیاده مرند[۱۳]
- تیپ ۴۰ پیاده اردبیل پیش‌تر جزئی از لشکر ۲۱ حمزه محسوب می‌شد، که در حال حاضر سازمان این تیپ بطور کامل مستقل شده و هم‌اکنون با عنوان تیپ ۴۰ مستقل پیاده اردبیل به استان اردبیل منتقل شده‌ است و به فعالیت خود ادامه می‌دهد.